# ماكو كندي
ماكو كندي هي قرية في مقاطعة أرومية، إيران. يقدر عدد سكانها بـ 708 نسمة بحسب إحصاء 2016.